# ラシャ・グルリ
ラシャ・グルリ（グルジア語: ლაშა გურული、1996年8月27日 – ）は、ジョージアのボクサー。
2021年世界ボクシング選手権大会でウェルター級で銅メダルを獲得。2022年ヨーロッパアマチュアボクシング選手権で銀メダルを獲得した